# 瓦因—马修斯—莫莱學説
瓦因—马修斯—莫莱學説（英語：Vine-Matthews-Morley hypothese），也稱為 Morley-Vine-Matthews 學説，是一個對大陸漂移和板塊構造的海底擴張理論的關鍵科學驗証。 根據此學説，能計算大洋中脊處的板塊運動速率， 並記錄海底擴張時，海洋地殼地磁場方向的逆轉歷史。

## 起源歷史
Harry Hess於1960年提出海底擴張學説（1962年發表）
. 但 “海底擴張”一詞由地球物理學家羅伯特•迪茨 (Robert S. Dietz) 於 1961 年提出
。 根據赫斯的說法，海底是由地幔的對流在大洋中脊處陸續形成的，新溢出的洋殼推離舊的洋殼由洋脊並向外擴散
。 地球物理學家 Frederick John Vine 和加拿大地質學家 Lawrence W. Morley 分別單獨地認識到，如果 Hess 的海底擴張理論是正確的，那麼大洋中脊周圍的岩石應該顯示出對稱的磁化反轉模式。 Morley 于1963二月及四月投文給 Nature和 Journal of Geophysical Research， 但都被拒絕登刊。Vine 和他在劍橋大學的博士生導師 Drummond Hoyle Matthews 卻在 1963 年 9 月率先發表了該理論
。 當時因爲 海底擴張、地磁反轉和剩磁等這些假設仍未被廣泛接受。所以有些地質學家對該文亦有保持懷疑。Vine-Matthews-Morley 學説描述了洋殼的磁場反轉。 Cox 及其同事（1964 年）在測量陸地熔岩的剩磁時，進一步證明了這一假設。 沃爾特•C•皮特曼 (Walter C. Pitman) 和 J.R. Heirtzler，在太平洋-南極的洋中脊兩側發現磁異常剖面非常對稱，提供了進一步的證據.

## 海洋磁異常
瓦因—马修斯—莫莱學説將海底的對稱磁場型式與磁極反轉聯繫起來。 在大洋中脊，新的洋殼是由岩漿的注入、擠壓和凝固形成的。 岩漿通過居里點冷卻後，洋殼中磁性礦物的磁化方向與當前地磁場矢量平行。 一旦完全冷卻，這些方向就會被鎖定在洋殼中，並且它會被永久磁化。   洋中脊處的岩石圈的形成被認為是連續和對稱的，當新的洋殼侵入到分離板塊邊界時，舊洋殼在洋中脊的兩側被均等地橫向推移。 因此，當磁極反轉發生時，與當前地磁場相比，洋中脊洋兩側的舊洋殼將包含剩余相反磁化的記錄。 當磁力計拖曳在海底上方（靠近底部、海面或空中），拖曳在海底上方（靠近底部、海面或空中）時，就會測出的正（高）或負（低）磁力異常，記錄著地球的磁化歷史 。通常在正常磁化洋殼上有正磁異常，在反轉洋殼上有負磁異常。 短波長的局部異常也有，但與測深有關。 大洋中脊上的磁異常在下列地區最為明顯；高磁緯度、在遠離磁赤道的所有緯度上南北走向的洋中脊， 或在磁赤道上附近的東西走向的洋中脊。
地殼中的剩磁強度大於後期感應磁化強度。 因此，磁異常的形狀和幅度主要由地殼中的主要剩餘矢量控制。但是現代磁力計所測量的磁場是磁異常和地球磁場的縂和。此外，地球磁場矢量比磁異常場強得多。因此測量的位置會影響使用磁力計測量時異常的形狀。
在高緯度地區被磁化的地殼，其磁斜角較陡。 在赤道地區，地球的磁場矢量是水平的，因此在那裡磁化的地殼的磁斜角也是水平對齊。 在這裡，擴張脊的方向影響磁異常的形狀和幅度。 當擴張脊呈東西向排列且磁剖面為南北向時，影響磁異常的矢量分量最大。

## 影響
該學説毋庸置疑地將海底擴張和地磁極反轉聯繫起來。 在
該學説研究的早期，陸地岩石只有一小段被用於的研究磁極反轉記錄。 但這也足以計算過去 700,000 年來的洋中脊的擴散率。 後期發現洋中脊的廣闊側翼都呈現海洋磁異常。 若在這些洋中脊側面的洋殼中鑽取岩心，亦確定海洋磁異常的年代。 這又可反過來預測的地磁異常時間尺度。 最終結合了陸地和海洋數據，創建出將近 2 億年的地磁極反轉歷史。